# كريستوس تشاريسيس
كريستوس تشاريسيس (باليونانية: Χρήστος Χαρίσης)‏ مواليد 9 يوليو 1976 في أثينا، هو لاعب كرة سلة يوناني سابق. بدأ مسيرته الاحترافية في سنة 1996. يبلغ طوله 6 قدم 3 بوصة (1.9 م). اعتزل اللعب في 2012.

## المسيرة الاحترافية
لعب مع ساسكي باسكونيا في الدوري الإسباني في سنة 2002، ثم لعب مع نادي أولمبياكوس لكرة السلة من سنة 2002 إلى 2004، ثم لعب مع منز سانا 1871 باسكت في سنة 2006، ثم لعب مع أسكو غدينيا في موسم 2007–2008.

## روابط خارجية
- كريستوس تشاريسيس على موقع الاتحاد الدولي لكرة السلة (الإنجليزية)
- كريستوس تشاريسيس على موقع الدوري الأوروبي لكرة السلة (الإنجليزية)
- كريستوس تشاريسيس على موقع الدوري الإسباني لكرة السلة (الإسبانية)
- كريستوس تشاريسيس على موقع كرة السلة الأوروبية.كوم (الإنجليزية)
- كريستوس تشاريسيس على موقع ريلجم (الإنجليزية)
- كريستوس تشاريسيس على موقع بروبوليرز (الإنجليزية)
- كريستوس تشاريسيس على موقع سبورتس رفرنس (الإنجليزية)